# Dowschok (Kamjanez-Podilskyj)
Dowschok (ukrainisch Довжок; russisch Должок Dolschok) ist ein Dorf im Süden der ukrainischen Oblast Chmelnyzkyj mit etwa 4100 Einwohnern (2023).

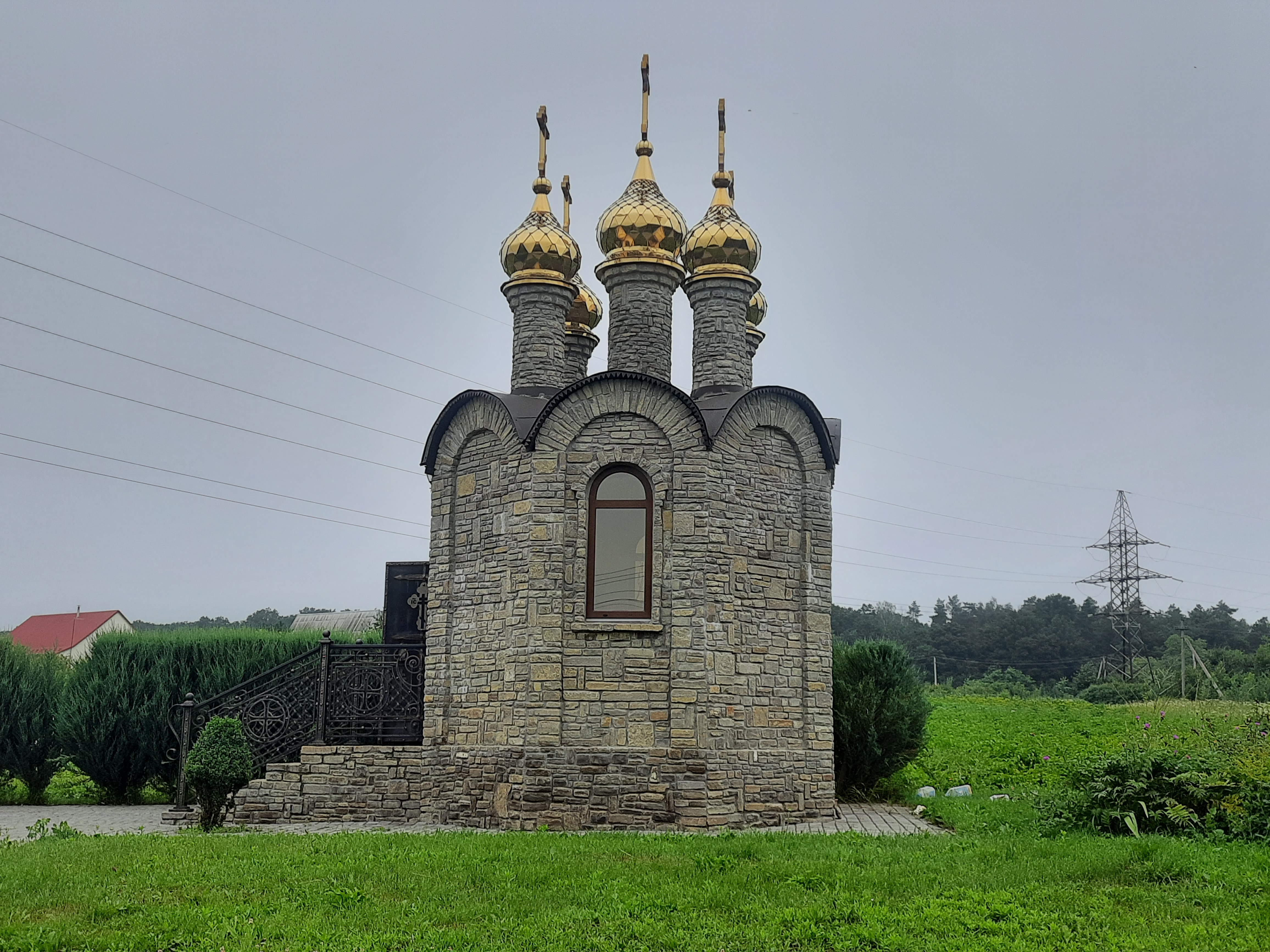
Kirche im Ort

Das Anfang des 16. Jahrhunderts gegründete Dorf liegt auf dem Westufer des Smotrytsch 100 km südwestlich der Oblasthauptstadt Chmelnyzkyj und grenzt im Osten an das Stadtgebiet von Kamjanez-Podilskyj.
Durch den Norden des Dorfes verläuft die Regionalstraße P–48
Am 12. Juni 2020 wurde das Dorf ein Teil der neugegründeten Stadtgemeinde Kamjanez-Podilskyj, bis dahin bildete es zusammen mit dem Dorf Nahorjany (Нагоряни) die gleichnamige Landratsgemeinde Dowschok (Довжоцька сільська рада/Dowschowzka silska rada) im Zentrum des Rajons Kamjanez-Podilskyj.